# 圣星波里新圣殿

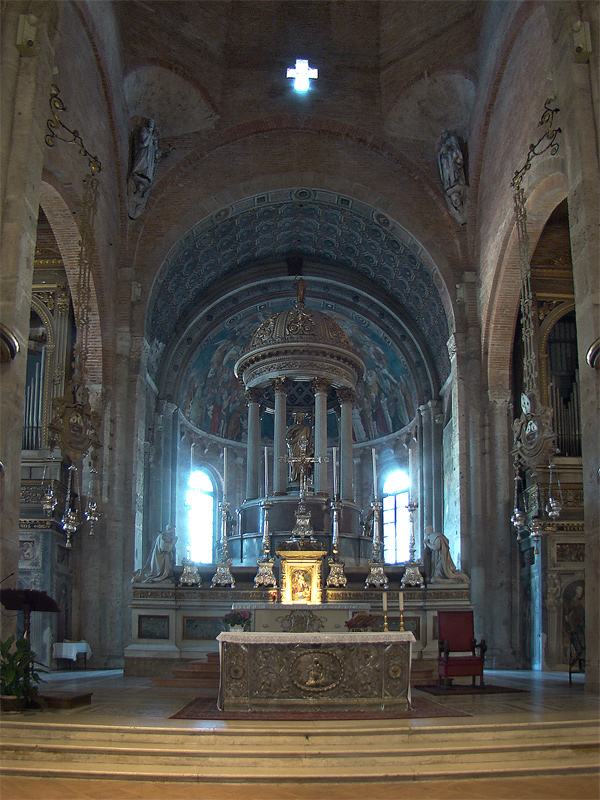
正祭台

圣星波里新圣殿（Basilica di San Simpliciano）是意大利北部米兰市中心的一座教堂, 第二古老的拉丁十字平面，最初由圣盎博罗削所建。供奉的是米兰主教圣星波里新。

## 历史
教堂的所在地在公元3世纪是一个异教徒墓地。圣盎博罗削开始在此建造圣母圣殿（Basilica Virginum），他的继任者星波里新完成了教堂，并埋葬在那里。一块带有伦巴第国王阿吉洛夫标记的砖表明，在公元590年至615年之间进行了维修。
在九世纪，克吕尼改革本笃会占据了教堂。在1176年该堂开始出名，根据传说，这里的殉道者遗体像鸽子一样飞到莱尼亚诺战役战场，降落在城市的军旗战车（Carroccio）上，作为对即将战胜巴巴罗萨的军队的标志。
建筑物在12世纪和13世纪之间进行了改建，使其具有目前的罗马式的外观，原始的墙壁保留了22米的高度。 1252年4月6日至7日夜间，遇刺身亡的维罗纳的伯多禄的遗体据称发生奇迹，大量的人来此观看，从此开始了伯多禄的朝圣。1517年，卡西諾山本笃会将其收购，并且留在这里，直到1798年，修道院被世俗化，并一度变成了军营。在16世纪，西班牙总督费兰特·冈萨加将钟楼降低了25米，又在1582年改建了穹顶和侧翼。在19世纪,又进行了其他改建，但效果不佳。而立面在1870年进行了重新设计。在1927年，增加了描绘莱尼亚诺战役的花窗玻璃。

## 建筑与艺术
在立面上，大门上方的拱表明，曾经存在过一个古老的门廊，现在已经消失。上部是19世纪改动最大的部分，有两个中央直棂窗，一个上部三重直棂窗和装饰性拱门。文艺复兴晚期的直棂窗还装饰着钟楼。
内部采用拉丁十字平面设计，有四格中殿和两个走道。耳堂分为两个走道。
小堂装饰着不同时期的装饰品，从文艺复兴时期到巴洛克时期，洛可可式和新古典主义时期。右侧的耳堂有一幅亚历山德罗·瓦罗塔里（Al.andro Varotari）的画作《坎莫莱西的战败》 。在后殿入口旁边是奥雷利奥·卢伊尼的圣人壁画。后殿的拱顶装饰着安布罗吉奥·达·福萨诺的杰作《圣母加冕》。
在后殿的左侧，还有一个小堂（sacellum）的入口，供奉阿瑙尼亚殉道者，大约在四世纪末之前，正如都灵的玛息莫的见证， 说到三名传教士神父于397年在雷蒂亚山脉的阿瑙尼亚殉道。
在耳堂的西墙有卡米洛•普罗卡西尼（Camillo Procaccini）的《圣母的婚礼》。  

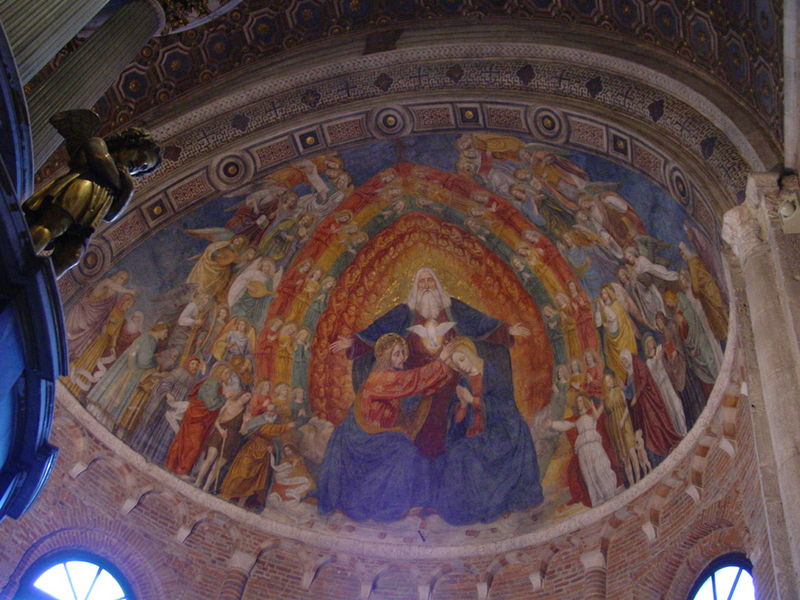
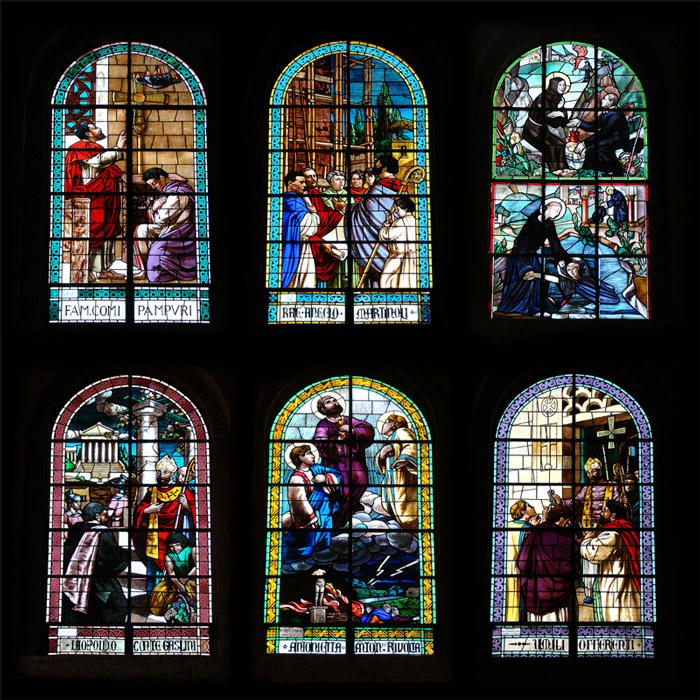
花窗玻璃
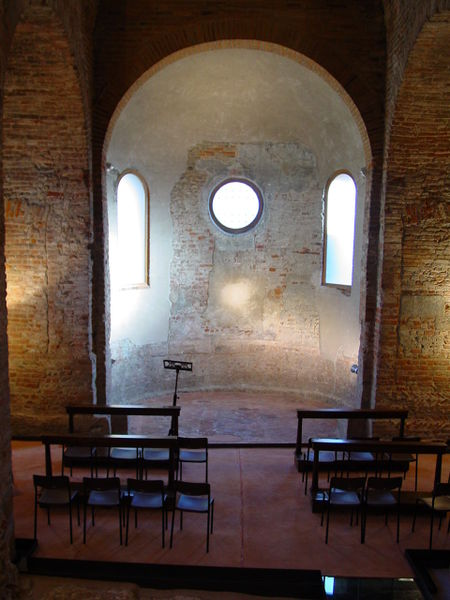